# Померанцев, Всеволод Павлович
Все́волод Па́влович Помера́нцев (1814—1885) — генерал-лейтенант, член Александровского Комитета о раненых, участник подавления восстания в Польше в 1863—1864 годах и Русско-турецкой войны 1877—1878 годов.

## Биография
Происходил из дворян Тверской губернии, родился 20 января 1814 года.
Образование получил в Московском кадетском корпусе, из которого выпущен 29 января 1833 года прапорщиком в лейб-гвардии Павловский полк. В 1840 году Померанцев был произведён в поручики и в 1844 году назначен батальонным адъютантом, а в 1846 году — ротным командиром
29 октября 1848 года, с производством в штабс-капитаны, Померанцев был уволен в бессрочный отпуск и зачислен в лейб-гвардии Преображенский полк, 31 декабря 1849 года вернулся к строевой службе в Павловском полку и был произведён в капитаны.
26 февраля 1854 года получил чин полковника, в 1859 году назначен командиром 1-го батальона Павловского полка, а 16 января 1860 года — командиром Белозерского пехотного полка.
С 10 октября 1861 года по 11 июля 1862 года Померанцев был военным начальником Бельведерской стороны в Варшаве, затем по 1 октября 1863 года был в должности начальника Велюнского уезда Варшавской губернии.
В 1863 году Померанцев принимал участие в подавлении восстания в Польше и участвовал в делах 26 апреля при окончательном разбитии его отрядом соединенных групп Де-Лакруа и Оксинского при Рыхлоцицах в Варшавской губернии, 2 июня — при поражении мятежников в Лютотовских лесах, 17 июня — при преследовании шайки повстанцев в Дзелошине, 2 июля захватил Калишского воеводу Прондзинского вместе с корреспонденцией революционного комитета. За эти дела Померанцев был награждён орденом св. Владимира 4-й степени с мечами и бантом и золотой саблей с подписью «За храбрость». С 14 июля 1864 года по 20 февраля 1865 года состоял помощником командующего войсками, в Ковенской губернии расположенными. За другие отличия во время польской кампании он был награждён орденом Владимира 3-й степени с мечами.
30 августа 1863 года за отличие по службе Померанцев был произведён в генерал-майоры с назначением помощником начальника 3-й гренадерской дивизии, а 19 марта 1865 года — на то же место в 16-ю пехотную дивизию, в которой 10 апреля 1868 года назначен командующим, 28 марта 1871 года произведён в генерал-лейтенанты с утверждением в должности начальника 16-й пехотной дивизии. В 1877 году Померанцев был отчислен от должности с оставлением по армейской пехоте, и в этом качестве пребывал до 1880 года.
В 1877—1878 годах он принимал участие в Турецкой кампании, за которую получил крайне редкую награду — орден Белого орла с мечами.
В 1880 году Померанцев был назначен членом Александровского комитета о раненых, в каковом звании и скончался 13 июля 1885 года. Похоронен в селе Раздумово Рыбинского уезда Ярославской губернии. Рядом находится могила его жены — Елены Васильевны Померанцевой (ум. 21.11.1882). Могилы сохранились.

## Награды
Среди прочих наград Померанцев имел ордена:
- Орден Святого Станислава 2-й степени (1856 год, императорская корона к этому ордену пожалована в 1858 году)
- Орден Святой Анны 2-й степени с императорской короной (1863 год)
- Орден Святого Владимира 4-й степени с мечами и бантом (1 августа 1863 года)
- Золотая сабля с надписью «За храбрость» (27 сентября 1863 года)[5]
- Орден Святого Владимира 3-й степени с мечами (13 ноября 1864 года)
- Орден Святого Станислава 1-й степени (1867 год)
- Орден Святой Анны 1-й степени (1869 год, императорская корона к этому ордену пожалована в 1873 году)
- Орден Святого Владимира 2-й степени (1875 год)
- Орден Белого орла с мечами (1877 год)
- Орден Святого Александра Невского (29 января 1883 года)